# Mjölkvattnet, Lappland
Mjölkvattnet är en sjö i Storumans kommun i Lappland och ingår i Umeälvens huvudavrinningsområde. Sjön har en area på 0,144 kvadratkilometer och ligger 602,2 meter över havet. Sjön avvattnas av vattendraget Mjölkbäcken.

## Delavrinningsområde
Mjölkvattnet ingår i det delavrinningsområde (733427-145728) som SMHI kallar för Mynnar i Överuman. Medelhöjden är 880 meter över havet och ytan är 21,85 kvadratkilometer. Det finns inga avrinningsområden uppströms utan avrinningsområdet är högsta punkten. Mjölkbäcken som avvattnar avrinningsområdet har biflödesordning 2, vilket innebär att vattnet flödar genom totalt 2 vattendrag innan det når havet efter 440 kilometer. Avrinningsområdet består mestadels av skog (13 procent) och kalfjäll (84 procent). Avrinningsområdet har 0,31 kvadratkilometer vattenytor vilket ger det en sjöprocent på 1,4 procent.